# 토마스 헨드리크 일베스
토마스 헨드리크 일베스(에스토니아어: Toomas Hendrik Ilves, 에스토니아어 발음: [ˈtoːmɑs ˈhendrik ˈilves], 1953년 12월 26일~)는 에스토니아의 정치인으로 2006년 10월 9일부터 2016년 10월 9일지 에스토니아의 제4대 대통령을 지냈다. 제2차 세계 대전 중, 소련이 에스토니아를 점령하자 스웨덴으로 도망쳤던 에스토니아인 부모의 아들로 태어났으며, 외교관과 언론인으로 활동했다. 1990년대에는 에스토니아 사회민주당 당수를 지냈고, 그후에는 유럽 의회의 의원을 역임했다. 2006년 9월 23일], 선거인단에 의해 에스토니아의 대통령으로 선출되었고, 동년 10월 9일부터 대통령직을 수행하게 되었다.